# Jugurtia irana
Jugurtia irana är en stekelart som beskrevs av Kostylev 1935. Jugurtia irana ingår i släktet Jugurtia och familjen Masaridae. Inga underarter finns listade i Catalogue of Life.